# 2016年の競輪
2016年の競輪（2016ねんのけいりん）では、2016年（平成28年）の競輪関連の記述と、GP・GI・GII・GIIIを中心としたレースの優勝者及び、獲得賞金ランキング30位までの選手等をまとめる。
2015年の競輪 - 2016年の競輪 - 2017年の競輪

## できごと
広報、記録、人事、実施（開始）・終了、その他事象

### 1月
- 01日 - 【実施】前日（2015年12月31日）を節の初日とする競輪競走（平成28年1月開催）から、フレームのサドル先端位置の範囲が規制される予定（身長160cm未満の選手には特例申請あり）[1][2]。過度の前傾重心による危険度の高い落車に対する措置[3]。
- 08日 - 【実施】小倉競輪場にて、従来の単発レースでなく初の試みとして「3日制」のKEIRIN EVOLUTIONを実施[4]。
- 11日 - 【実施】玉野競輪場でミッドナイト競輪を開始（全国で6場目）[5]。

### 2月
- 04日 - 【事象】小倉競輪FIナイター「分解するっちゃ杯」の2・3日目（最終日）が中止。初日の3日深夜から13選手が下痢や嘔吐などを訴え、うち4選手が入院したため。食中毒や感染症が疑われた[6][7][8]。
- 08日 - 【実施】ミッドナイト競輪について、奈良競輪場でも今年7月から開催（全国で7場目）すること、また、4月に初の2場同時開催（青森・小倉）を試行的に実施（共に従来の7R制でなく6R制）することが発表された[9]。

### 3月
- 01日 - 【記録】静岡開設63周年記念競輪GIIIで、神山雄一郎（栃木61期）が47歳で優勝した。2014年12月の広島以来1年2か月ぶりで通算99回目、最年長記念V記録を自ら更新した[10]。
- 13日 - 【記録】第69回日本選手権競輪（ダービー）で、村上義弘（京都73期）が通算4度目の制覇を果たし、吉岡稔真（福岡65期＝引退）の大会最多記録に並んだ。41歳での優勝で、鈴木誠（千葉55期）の39歳11か月（2005年3月）の大会最年長記録も更新した。名古屋でのダービー開催では、2011年・2014年に続く3連覇となった[11]。
- 28日 - 【人事】東京支部（京王閣・立川）の検車マン・山口英明が、この日最終日の京王閣FIIナイターをもって一線を退いた。清嶋彰一らが使用したJKA登録競走用自転車「エイメイ」のフレームビルダーとしても活動してきた[12]。
- 29日 - 【広報】JKAと全国競輪施行者協議会は、「2016年度 KEIRIN新CM発表会」を開催。新CMキャラクター（昨年度は柳ゆり菜）は、ピース（又吉直樹・綾部祐二）と川栄李奈で4月1日から放送[13]。

### 4月
- 01日 - 【記録】JKAが、競輪の平成27年度の総車券売上高を6308億527万900円と発表。前年比は102.4％で、2年連続のプラスとなった[14][15]。
- 06日 - 【人事】日本自転車競技連盟（JCF）は、8月のリオ五輪・自転車トラック競技日本代表候補[16]（4種目・5選手）を発表。競輪選手からは、男子スプリントを予定の中川誠一郎（2大会連続）、男子ケイリンを予定の渡邉一成（3大会連続）と脇本雄太（初）の3名が選ばれた[17]（3月の世界選手権の結果によってチームスプリントは男女とも出場枠を得られず[18]）。
- 08日 - 【広報】高知ミッドナイト競輪の新キャラクター名を募集（締切は5月3日で、6月8日に公開発表の予定）[19]。597件の中から「真夜 りん（まや りん）」に決定した[20]。
- 13日 - 【事象】新田祐大（福島90期）を代表とするUCIトラックチーム「Dream Seeker」（DRS[21]）の設立記者会見があった。浅井康太、和田真久留、小林優香の競輪選手の他、野上竜太とシェーン・パーキンスを含めた6選手が結成メンバー[22]。日本自転車競技連盟（JCF）のナショナルチームとは別に、五輪出場ポイント獲得レースへの参加を目指す[23]。
- 16日 - 【事象】14日以降、平成28年 (2016年) 熊本地震が発生。同じ九州地区の久留米FIIナイター初日を取り止め（17、18日も）。小倉競輪ミッドナイト開催も中止となった。熊本競輪場は場外発売を中止し[24][25]、選手宿舎を避難場所として開放した。また、救援物資を募集した（生ものは不可）[26]。
- 21日 - 【事象】日本自転車競技連盟（JCF）公式スポンサー・梅丹本舗のサプリメント商品（「古式梅肉エキス」と「トップコンディション」）に、世界反ドーピング機関指定禁止薬物のボルジオン（4,4-andorostadiene-3,17-dione）が微量含まれていたことが分かった[27][28]。同社は11日に使用を中止するようJCFに報告し、選手らに告知した[29]。日本代表選手への無償提供など[30]、国内トップ選手も使用していたという関係者の証言も（東京新聞[31]）。
- 30日 - 【広報】平成28年熊本地震被災地支援競輪第70回日本選手権競輪[32]初日、静岡競輪場の新キャラクターの公募で決まった名前が「レーサーパンダ」と発表され、デビューした[33][34][35]。

### 5月
- 23日 - 【実施】KEIRIN.JPにおけるインターネット通信用の暗号化方式が、サーバ証明書「SHA-1」から「SHA-2」へ移行[36]。
- 25日 - 【記録】山崎芳仁（福島88期）が平塚記念決勝にて、通算取得賞金で10億円を突破。競輪で通算25人目、現役では昨年4月3日の稲村成浩以来14人目の達成[37]。

### 6月
- 02日 - 【事象】平成28年 (2016年) 熊本地震に関して、5月以降の開催売上の一部から全国の競輪施行者と全国競輪施行者協議会が、総額1億円の支援金を熊本市宛てに拠出することを決定。また7月以降、各GIII最終日での「熊本地震災害復興支援レース」（単発）の実施も決まった[38]。
- 02日 - 【事象】熊本競輪場が、この日初日の別府記念GIIIより場外発売を再開（場内には立入できず「前売り発売所」と「東門発売所」にての発売）[39]。
- 24日 - 【事象】「SS11問題」に関して、2014年末から調査していた公正取引委員会が、当該選手に対して高圧的な圧力をかけたとして、日本競輪選手会へ独占禁止法違反の行政措置である「注意」をしたとスポーツ報知が報じた[40]。

### 7月
- 16日 - 【人事】JKAは、本年度に短期登録選手制度で来日予定の外国選手（男子5名・女子4名）を発表した[41]。
- 25日 - 【実施】JKAは、今年9月の国際自転車トラック競技支援競輪（玉野競輪場）にて、GIIIでは初めて外国選手（今年の短期登録の3人）が出場することを発表。この開催のKEIRIN EVOLUTIONでも外国選手（今年の短期登録の2人）が初参戦する[42]。
- 26日 - 【記録】新山響平（青森107期）が函館開設記念競輪をデビューから1年20日で優勝。4日制記念の最速優勝記録を更新した（従来は武田豊樹の1年1か月18日）[43]。

### 8月
- 02日 - 【記録】渡邉晴智（静岡73期）が弥彦記念決勝にて、通算取得賞金で10億円を突破。競輪で通算26人目、現役では今年5月25日の山崎芳仁以来15人目の達成[44]。
- 15日 - 【記録】平成28年熊本地震被災地支援競輪 第59回オールスター競輪（松戸）にて、岩津裕介（岡山87期）がGI初制覇。なお、グレード制施行後のGIでは初めて、九州勢が準決勝に進めなかった大会となった[45]。
- 31日 - 【実施】この日を節の初日とする開催より、ガールズケイリンの競走自転車の前輪（気象状況では後輪も）は、男子同様スポークホイールとする[46]。

### 9月
- 02日 - 【実施】今後のビッグレース（GP・GI・GII）において、固定メンバー3名の審判長団が執務を担当して行くとJKAが発表。判定の充実・一貫性保持のためで、来月10月の寬仁親王牌から適用[47][48][注 1]。
- 09日 - 【実施】スマートフォン用の競輪情報提供アプリ「アプRIN」の配信を開始[50]。

### 10月
- 11日 - 【実施】青森競輪場でナイター競輪（もりんトワイライトレース）を開始。
- 12日 - 【実施】武雄競輪場で12月から、ナイター競輪（タケマルナイトレース）と、全国で8場目となるミッドナイト競輪を実施すると発表[51][52]。
- 15日 - 【実施】武雄競輪場が「オッズパーク武雄」の愛称でリニューアルオープン[53][54]。
- 26日 - 【実施】西武園競輪場で来年1月から、全国で9場目となるミッドナイト競輪を実施すると発表[55]。2月時点で既に一部報道があった[56]。
- 26日 - 【事象】広島競輪場で実施された中国地区プロ選手権にて、1kmT.Tは競技終了後の計測の結果1kmに満たないことが分かったため、参考記録となった[57]。
- 31日 - 【実施】JKAが日本自転車トラック競技（短距離）の新体制を発表。日本競輪学校内にハイパフォーマンスディビジョン（HPD）を設置し、ナショナルチームとも連携して選手の発掘・強化育成を行うなどの方針[58][59]。

### 11月
- 21日 - 【広報】JKAが初心者向けの新ホームページ「けいりんマルシェ」の開設を発表[60][61]。
- 27日 - 【記録】第58回朝日新聞社杯競輪祭4日間の総売上額は約81.5億円[62]。今年6月の高松宮記念杯、10月の寬仁親王牌に続いて再々度、4日制以上のGI史上最低記録を更新した[63]。

### 12月
- 01日 - 【実施】この日の伊東開催から、ガールズケイリンの新デザインユニフォームを使用開始。ヘルメットカバーも刷新[64][65][66]。
- 02日 - 【実施】JKAが、来年度のGIIIナイター2節（4月と8月・川崎）の開催を発表[67][68]。過去には日本国際博覧会協賛競輪（2004年8月・京王閣）などの例がある[69]。
- 23日 - 【記録】佐藤慎太郎（福島78期）が広島記念にて、通算取得賞金で10億円を突破。競輪で通算27人目、現役では今年8月2日の渡邉晴智以来16人目の達成[70]。
- 25日 - 【記録】原田研太朗がGIII広島記念競輪で優勝。今年最初の記念（立川）と最後の記念を優勝する形となった。
- 26日 - 【記録】ミッドナイト競輪の1開催の売り上げが、初めて5億円を上回った（奈良競輪場 24 - 26日）[71]。

## GP
| レース名                                                                               | 場名 | 日程           | 優勝者   |
| -------------------------------------------------------------------------------------- | ---- | -------------- | -------- |
| 被災地支援KEIRINグランプリ2016 （平成28年熊本地震被災地支援競輪 KEIRINグランプリ2016） | 立川 | 12月30日（金） | 村上義弘 |

## GI
| レース名                                                                    | 場名   | 日程                               | 優勝者     | 総売上            |
| --------------------------------------------------------------------------- | ------ | ---------------------------------- | ---------- | ----------------- |
| 第31回読売新聞社杯全日本選抜競輪                                            | 久留米 | 02月11日（木祝） 〜 02月14日（日） | 渡邉一成   | 097億5211万6600円 |
| 第69回日本選手権競輪                                                        | 名古屋 | 03月08日（火） 〜 03月13日（日）   | 村上義弘   | 127億3912万2000円 |
| 平成28年熊本地震被災地支援競輪 第70回日本選手権競輪                         | 静岡   | 04月30日（土） 〜 05月05日（木祝） | 中川誠一郎 | 153億2196万7500円 |
| 平成28年熊本地震被災地支援競輪 第67回高松宮記念杯競輪                       | 名古屋 | 06月16日（木） 〜 06月19日（日）   | 新田祐大   | 092億0537万5700円 |
| 平成28年熊本地震被災地支援競輪 第59回オールスター競輪                       | 松戸   | 08月11日（木祝） 〜 08月15日（月） | 岩津裕介   | 107億2067万3900円 |
| 平成28年熊本地震被災地支援競輪 第25回寬仁親王牌・世界選手権記念トーナメント | 前橋   | 10月07日（金） 〜 10月10日（月祝） | 稲垣裕之   | 083億6470万5400円 |
| 平成28年熊本地震被災地支援競輪 第58回朝日新聞社杯競輪祭                     | 小倉   | 11月24日（木） 〜 11月27日（日）   | 平原康多   | 081億5619万9000円 |

## GII
| レース名                                                        | 場名 | 日程                             | 優勝者   |
| --------------------------------------------------------------- | ---- | -------------------------------- | -------- |
| 平成28年熊本地震被災地支援競輪 第12回サマーナイトフェスティバル | 川崎 | 7月16日（土） 〜 7月18日（月祝） | 浅井康太 |
| 平成28年熊本地震被災地支援競輪 第32回共同通信社杯               | 富山 | 9月16日（金） 〜 9月19日（月祝） | 竹内雄作 |
| ヤンググランプリ2016                                            | 立川 | 12月29日（木）                   | 渡邉雄太 |

## GIII
※ 国際自転車トラック競技支援競輪
5月の平塚からは、「被災地支援競輪」として開催。
|    | 場名     | サブタイトル | 日程                             | 優勝者               |
| -- | -------- | ------------ | -------------------------------- | -------------------- |
| 28 | 立川     |              | 1月04日（月） 〜 1月07日（木）   | 原田研太朗           |
| 55 | 和歌山   |              | 1月09日（土） 〜 1月12日（火）   | 郡司浩平             |
| 25 | 大宮     |              | 1月16日（土） 〜 1月19日（火）   | 深谷知広             |
| 13 | いわき平 |              | 1月23日（土） 〜 1月26日（火）   | 稲垣裕之             |
| 71 | 高松     |              | 1月30日（土） 〜 2月02日（火）   | 深谷知広             |
| 54 | 向日町   | ※            | 2月05日（金） 〜 2月07日（日）   | 才迫開               |
| 53 | 奈良     |              | 2月20日（土） 〜 2月23日（火）   | 浅井康太             |
| 38 | 静岡     |              | 2月27日（土） 〜 3月01日（火）   | 神山雄一郎           |
| 61 | 玉野     |              | 3月19日（土） 〜 3月22日（火）   | 新田祐大             |
| 75 | 松山     |              | 3月26日（土） 〜 3月29日（火）   | 浅井康太             |
| 34 | 川崎     |              | 4月09日（土） 〜 4月12日（火）   | 稲川翔               |
| 74 | 高知     |              | 4月14日（木） 〜 4月17日（日）   | 村上義弘             |
| 26 | 西武園   |              | 4月21日（木） 〜 4月24日（日）   | 藤田竜矢             |
| 35 | 平塚     |              | 5月12日（木） 〜 5月15日（日）   | 浅井康太             |
| 24 | 宇都宮   |              | 5月28日（土） 〜 5月31日（火）   | 園田匠               |
| 86 | 別府     |              | 6月02日（木） 〜 6月05日（日）   | 岡村潤               |
| 83 | 久留米   |              | 6月25日（土） 〜 6月28日（火）   | 守澤太志             |
| 51 | 福井     |              | 7月02日（土） 〜 7月05日（火）   | 浅井康太             |
| 73 | 小松島   |              | 7月07日（木） 〜 7月10日（日）   | 平原康多             |
| 11 | 函館     |              | 7月23日（土） 〜 7月26日（火）   | 新山響平             |
| 21 | 弥彦     |              | 7月30日（土） 〜 8月02日（火）   | 浅井康太             |
| 36 | 小田原   |              | 8月20日（土） 〜 8月23日（火）   | 郡司浩平             |
| 45 | 豊橋     |              | 8月25日（木） 〜 8月28日（日）   | 吉澤純平             |
| 43 | 岐阜     |              | 9月01日（木） 〜 9月04日（日）   | 武田豊樹             |
| 12 | 青森     |              | 9月08日（木） 〜 9月11日（日）   | 深谷知広             |
| 61 | 玉野     | ※            | 9月24日（土） 〜 9月27日（火）   | シェーン・パーキンス |
| 54 | 向日町   |              | 09月29日（木） 〜 10月02日（日） | 稲垣裕之             |
| 32 | 千葉     |              | 10月15日（土） 〜 10月18日（火） | 荒井崇博             |
| 83 | 熊本     |              | 10月20日（木） 〜 10月23日（日） | 中川誠一郎           |
| 27 | 京王閣   |              | 10月29日（土） 〜 11月01日（火） | 岡田征陽             |
| 63 | 防府     |              | 11月03日（木） 〜 11月06日（日） | 北津留翼             |
| 84 | 武雄     |              | 11月12日（土） 〜 11月15日（火） | 浅井康太             |
| 56 | 岸和田   |              | 12月03日（土） 〜 12月06日（火） | 古性優作             |
| 85 | 佐世保   |              | 12月08日（木） 〜 12月11日（日） | 石井秀治             |
| 37 | 伊東     |              | 12月15日（木） 〜 12月18日（日） | 松岡貴久             |
| 62 | 広島     |              | 12月22日（木） 〜 12月25日（日） | 原田研太朗           |

## FI
| 場名 | タイトル           | 日程                            | 優勝者   |
| ---- | ------------------ | ------------------------------- | -------- |
| 立川 | 寺内大吉記念杯競輪 | 12月28日（水) 〜 12月30日（金） | 杉森輝大 |

## FII
KEIRIN EVOLUTION
| 開催場 | 月日                       | 優勝者               |
| ------ | -------------------------- | -------------------- |
| 小倉   | 1月8日（金） 〜 10日（日） | 坂本貴史             |
| 高松   | 2月2日（火）               | 柏野智典             |
| 小松島 | 7月10日（日）              | 永井清史             |
| 豊橋   | 8月28日（日）              | 脇本雄太             |
| 玉野   | 9月27日（日）              | テオ・ボス           |
| 千葉   | 10月18日（火）             | 佐藤博紀             |
| 武雄   | 11月15日（火）             | マティエス・ブフリ   |
| 広島   | 12月25日（日）             | デニス・ドミトリエフ |

その他
| 場名 | タイトル                         | 日程          | 優勝者   |
| ---- | -------------------------------- | ------------- | -------- |
| 高知 | ルーキーチャンピオンレース 107期 | 4月17日（日） | 新山響平 |
| 伊東 | スーパープロピストレーサー賞     | 5月22日（日） | 武田豊樹 |
|      | ワールドステージin○○             |               |          |

## GPメンバー・4日制以上のGI決勝進出者（37名）
- a北日本、b関東、c南関東 / D中部、E近畿、F中国、H九州
- 99 ＝ 落車棄権（全日選）、999 ＝ 失格（全日選）
- 賞 ＝ 取得賞金額順位でのGP出場

|     |              | 全日 選      | ダー ビー      | ダー ビー      | 高松 宮杯      | オー ル      | 親王 牌      | 競輪 祭      | G P      |
| --- | ------------ | ------------ | -------------- | -------------- | -------------- | ------------ | ------------ | ------------ | -------- |
| a島 | 1 渡邉一成   | 1            |                |                |                |              |              |              | 4        |
| a島 | 1 佐藤慎太郎 | 2            |                |                |                |              |              |              |          |
| a島 | 6 新田祐大   | 3 B          | 3              | 6              | 1 B            | 6同          |              | 8            | 失       |
| c千 | 2 近藤隆司   | 4            |                |                |                |              |              | 6            |          |
| a北 | 1 菊地圭尚   | 5            |                |                |                |              |              |              |          |
| E井 | 2 脇本雄太   | 6            |                |                |                |              | 9 B          |              |          |
| F岡 | 3 岩津裕介   | 99           | 4              |                |                | 1            |              |              | 5        |
| E京 | 1 村上博幸   | 99           |                |                |                |              |              |              |          |
| E京 | 4 稲垣裕之   | 999          |                |                |                | 2 B          | 1            | 3            | 8        |
| E京 | 4 村上義弘   |              | 1              |                | 4              | 9            | 3            |              | 1        |
| E京 | 1 川村晃司   |              | 2 B            |                |                |              |              |              |          |
| H福 | 1 野田源一   |              | 5              |                |                |              |              |              |          |
| D愛 | 3 金子貴志   |              | 6              |                | 6              |              |              | 5            |          |
| D愛 | 4 深谷知広   |              | 7              | 9              |                |              | 8            | 7 B          |          |
| D岐 | 1 竹内雄作   |              | 8              |                |                |              |              |              |          |
| E奈 | 1 三谷竜生   |              | 9              |                |                |              |              |              |          |
| H熊 | 1 中川誠一郎 |              |                | 1 B            |                |              |              |              | 7        |
| D愛 | 2 吉田敏洋   |              |                | 2              | 8              |              |              |              |          |
| c静 | 1 渡邉晴智   |              |                | 3              |                |              |              |              |          |
| b茨 | 1 牛山貴広   |              |                | 4              |                |              |              |              |          |
| D愛 | 1 近藤龍徳   |              |                | 5              |                |              |              |              |          |
| E大 | 1 稲川翔     |              |                | 7              |                |              |              |              |          |
| c神 | 1 松坂英司   |              |                | 8              |                |              |              |              |          |
| c神 | 1 郡司浩平   |              |                |                | 2              |              |              |              |          |
| D三 | 2 浅井康太   |              |                |                | 3              |              | 6            |              | 3（賞7） |
| b新 | 1 諸橋愛     |              |                |                | 5              |              |              |              |          |
| b埼 | 4 平原康多   |              |                |                | 7              | 5            | 2            | 1            | 6        |
| a島 | 1 山崎芳仁   |              |                |                | 9              |              |              |              |          |
| c千 | 1 中村浩士   |              |                |                |                | 3            |              |              |          |
| b茨 | 2 武田豊樹   |              |                |                |                | 4            |              | 2            | 2（賞8） |
| b群 | 1 木暮安由   |              |                |                |                | 6同          |              |              |          |
| a城 | 1 菅田壱道   |              |                |                |                | 8            |              |              |          |
| E大 | 1 南修二     |              |                |                |                |              | 4            |              |          |
| H福 | 1 園田匠     |              |                |                |                |              | 5            |              |          |
| E大 | 1 古性優作   |              |                |                |                |              | 7            |              |          |
| b茨 | 1 芦澤大輔   |              |                |                |                |              |              | 4            |          |
| a青 | 1 新山響平   |              |                |                |                |              |              | 9            |          |
|     | 9*7 = 計63   | 全日 選 久留 | ダー ビー 名古 | ダー ビー 静岡 | 高松 宮杯 名古 | オー ル 松戸 | 親王 牌 前橋 | 競輪 祭 小倉 | G P 立川 |

## 女子

### ガールズケイリン特別レース
| レース名                             | 場名   | 日程           | 優勝者     |
| ------------------------------------ | ------ | -------------- | ---------- |
| ガールズケイリンコレクション 第1戦   | 名古屋 | 03月12日（土） | 山原さくら |
| ガールズケイリンコレクション 第2戦   | 静岡   | 05月02日（月） | 小林優香   |
| ガールズケイリンフェスティバル       | 川崎   | 07月18日（月） | 梶田舞     |
| ガールズケイリンコレクション 第3戦   | 松戸   | 08月12日（金） | 高木真備   |
| オッズパーク杯ガールズグランプリ2016 | 立川   | 12月28日（水） | 梶田舞     |

## 獲得賞金ランキング
| 順位 | 選手名     | 期  | 登録地 | 獲得賞金        |
| ---- | ---------- | --- | ------ | --------------- |
| 1    | 村上義弘   | 73  | 京都   | 2億29,204,000円 |
| 2    | 新田祐大   | 90  | 福島   | 1億23,574,000円 |
| 3    | 稲垣裕之   | 86  | 京都   | 1億03,534,000円 |
| 4    | 平原康多   | 87  | 埼玉   | 99,695,000円    |
| 5    | 浅井康太   | 90  | 三重   | 92,379,000円    |
| 6    | 中川誠一郎 | 85  | 熊本   | 92,338,000円    |
| 7    | 岩津裕介   | 87  | 岡山   | 89,548,000円    |
| 8    | 武田豊樹   | 88  | 茨城   | 88,215,800円    |
| 9    | 吉田敏洋   | 85  | 愛知   | 66,116,600円    |
| 10   | 深谷知広   | 96  | 愛知   | 65,971,000円    |
| 11   | 竹内雄作   | 99  | 岐阜   | 60,909,000円    |
| 12   | 川村晃司   | 85  | 京都   | 55,777,400円    |
| 13   | 渡邉一成   | 88  | 福島   | 51,619,000円    |
| 14   | 園田匠     | 87  | 福岡   | 51,520,000円    |
| 15   | 郡司浩平   | 99  | 神奈川 | 50,083,400円    |
| 16   | 金子貴志   | 75  | 愛知   | 49,558,000円    |
| 17   | 原田研太朗 | 98  | 徳島   | 48,456,600円    |
| 18   | 渡邉晴智   | 73  | 静岡   | 47,805,200円    |
| 19   | 中村浩士   | 79  | 千葉   | 45,349,500円    |
| 20   | 三谷竜生   | 101 | 奈良   | 44,513,500円    |
| 21   | 神山雄一郎 | 61  | 栃木   | 43,707,000円    |
| 22   | 佐藤慎太郎 | 78  | 福島   | 42,785,200円    |
| 23   | 近藤龍徳   | 101 | 愛知   | 40,869,400円    |
| 24   | 芦澤大輔   | 90  | 茨城   | 39,072,200円    |
| 25   | 近藤隆司   | 90  | 千葉   | 38,370,000円    |
| 26   | 木暮安由   | 92  | 群馬   | 37,643,600円    |
| 27   | 諸橋愛     | 79  | 新潟   | 36,395,000円    |
| 28   | 古性優作   | 100 | 大阪   | 35,836,800円    |
| 29   | 南修二     | 88  | 大阪   | 34,765,200円    |
| 30   | 松岡貴久   | 90  | 熊本   | 34,639,800円    |

## 平成28年 表彰選手
|                |                |            | （受賞回数） |
| -------------- | -------------- | ---------- | ------------ |
| 最優秀選手賞   | 最優秀選手賞   | 村上義弘   | （初）       |
| 優秀選手賞     | 優秀選手賞     | 平原康多   | （3）        |
| 優秀選手賞     | 優秀選手賞     | 稲垣裕之   | （初）       |
| 優秀新人選手賞 | 優秀新人選手賞 | 新山響平   | 第107回生    |
| 特別敢闘選手賞 | 特別敢闘選手賞 | 中川誠一郎 | （初）       |
| ガールズ       | 最優秀選手賞   | 梶田舞     | （初）       |
| ガールズ       | 優秀選手賞     | 奥井迪     | （2）        |
| ガールズ       | 優秀選手賞     | 高木真備   | （初）       |
| 国際賞         | 国際賞         | 田中まい   | （3）        |

## 死去
- 2月26日 - 白鳥伸雄、元競輪選手、競輪評論家・千葉 期前、87歳没[83]
- 5月12日 - 栗原厚司、競輪選手・静岡74期S級2班、43歳没[84][85][86][87]
- 8月20日 - 吉田実、元競輪選手、愛媛→香川 期前、82歳没[88]
- 9月28日 - 近藤良太、競輪選手・愛知93期A級1班、28歳没[89]
- 11月20日 - 島田伸也、元競輪選手、サテライト安田・サテライト徳島社長・高知26期、71歳没[90]